# Ermanno Silvano
Ermanno Silvano (Garessio, 24 ottobre 1906 – Sinnai, 26 gennaio 1953) è stato un arbitro di calcio italiano.

## Carriera
Aveva preso la tessera di arbitro nel 1934.
Per undici stagioni il cuneese Ermanno Silvano è stato un arbitro di Serie A, e anche un arbitro internazionale, nel primo dopoguerra, nell'annata calcistica 1945-1946 ha ottenuto il Premio Giovanni Mauro assegnato annualmente al miglior arbitro della stagione. 
Per la sezione arbitrale di Torino ha esordito in serie A il 5 marzo 1942 a Milano nel recupero della 17ª giornata, arbitrando l'incontro Milano-Napoli (3-1).
Ha in tutto ha arbitrato 109 partite di Serie A e 100 partite di Serie B e ha diretto per l'ultima volta, prima della sua tragica fine, nella massima serie a Como il 18 gennaio 1953 la partita Como-Fiorentina (2-1)..
Ha arbitrato spesso all'estero: in Brasile, Portogallo, Spagna e Svizzera, ma soprattutto in Turchia: in tutto ha arbitrato 550 partite.
Nel 1948 aveva rinunciato per ragioni di lavoro a viaggiare col «Grande Torino» che poi si schiantò a Superga.
È morto il 26 gennaio 1953 in una sciagura aerea sul cielo di Cagliari, dopo aver arbitrato Cagliari-Fanfulla, in serie B. Il velivolo sul quale viaggiava si è schiantato nella zona montuosa di Sinnai, pochi minuti dopo il decollo. Diciannove i morti nello schianto a terra di cui quindici passeggeri, tra i quali anche un altro arbitro, il pisano Renato Gianni.